# فهرست نقش‌آفرینی‌های مهتاب کرامتی

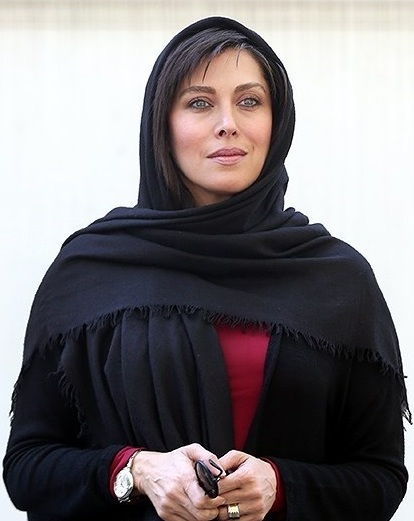
کرامتی در نخستین اکران تیک آف، فروردین ۱۳۹۶.

بازیگر ایرانی مهتاب کرامتی اجراها و نقش‌آفرینی‌هایی در فیلم، مجموعه تلویزیونی، تئاتر و نماهنگ داشته است. از ۱۳۷۶ با بازی در مردان آنجلس به تلویزیون درآمد و آوازه گرفت، مردی از جنس بلور (۱۳۷۷) نخستین حضورش در سینماست و در ۱۳۸۰–۸۱ نمایش‌هایی در تئاتر به کارگردانی مجید جعفری اجرا نمود.
کرامتی نقش اصلی زن را در شماری از فیلم‌های درام ایرانی بازی نموده‌است، کارنامهٔ بازی‌های درخشندهٔ او دربرگیرندهٔ نقش‌آفرینی‌های فیروزه در بیست (۱۳۸۷) که برای آن سیمرغ بلورین بهترین بازیگر نقش مکمل زن از ۲۷امین جشنواره فیلم فجر گرفت، آسیه در آلزایمر (۱۳۸۹)، آوا در زندگی خصوصی آقا و خانم میم (۱۳۹۰)، رؤیای فرزند چهارم (۱۳۹۱)، سارا در اشباح (۱۳۹۲)، منیر در عصر یخبندان (۱۳۹۳)، مادر در ماجان (۱۳۹۳) و مینوی جاده قدیم (۱۳۹۶) می‌باشد. از نقش‌های ماندگارش در تلویزیون پس از هلن در مردان آنجلس (۱۳۷۶)، شخصیت مادر خانواده لیالیدر مجموعهٔ تلویزیونی خاک سرخ (۱۳۸۰-۱۳۷۹) ساختهٔ ابراهیم حاتمی‌کیاست که در کنار پرویز پرستویی نقش آفرید. دیگر بازی‌های او در فیلم‌های مرد بارانی (۱۳۷۸) که برای آن نامزد بهترین بازیگر نقش اول زن در ۱۸امین جشنواره فیلم فجر شد، پاداش سکوت (۱۳۸۵)، تردید (۱۳۸۷)، اسب حیوان نجیبی است (۱۳۹۰)، ناخواسته (۱۳۹۲)، ارغوان (۱۳۹۳) و مزار شریف (۱۳۹۳) بوده است. 

در سال ۱۳۹۳ از پرکارترین ستاره‌های سینمای ایران نام گرفت، در ۱۳۹۵ با سرمایه‌گذاری روی مستند واقعی صفر تا سکو وارد تهیه‌کنندگی فیلم شد.

## فیلم
| سال  | عنوان                      | نقش             | کارگردان                   | توضیح                       | منبع(ها) |
| ---- | -------------------------- | --------------- | -------------------------- | --------------------------- | -------- |
| ۱۳۷۷ | مردی از جنس بلور           | نیلوفر          | سعید سهیلی                 |                             | [ ۳ ]    |
| ۱۳۷۸ | مومیایی ۳                  | کبری            | محمدرضا هنرمند             |                             | [ ۴ ]    |
| ۱۳۷۸ | مرد بارانی                 | زیبا رازی       | ابوالحسن داوودی            |                             | [ ۵ ]    |
| ۱۳۷۹ | مریم مقدس                  |                 | شهریار بحرانی              |                             | [ ۶ ]    |
| ۱۳۷۹ | بهشت از آن تو              | مادر آرش        | علی‌رضا داوودنژاد           |                             | [ ۷ ]    |
| ۱۳۸۲ | ملاقات با طوطی             | نسیم            | علی‌رضا داوودنژاد           |                             | [ ۸ ]    |
| ۱۳۸۲ | شاه خاموش                  |                 | همایون شهنواز              |                             | [ ۹ ]    |
| ۱۳۸۳ | هشت‌پا                      |                 | علی‌رضا داوودنژاد           |                             | [ ۱۰ ]   |
| ۱۳۸۳ | رستگاری در ۸/۲۰ دقیقه      |                 | سیروس الوند                |                             | [ ۱۱ ]   |
| ۱۳۸۵ | حس پنهان                   |                 | مصطفی رزاق‌کریمی            |                             | [ ۱۲ ]   |
| ۱۳۸۵ | پاداش سکوت                 | همسر عباس سجادی | مازیار میری                |                             | [ ۱۳ ]   |
| ۱۳۸۵ | آدم                        |                 | عبدالرضا کاهانی            |                             | [ ۱۴ ]   |
| ۱۳۸۶ | زن‌ها فرشته‌اند              |                 | شهرام شاه‌حسینی             |                             | [ ۱۵ ]   |
| ۱۳۸۶ | آتش سبز                    | ناردانه         | محمدرضا اصلانی             |                             | [ ۱۶ ]   |
| ۱۳۸۷ | تردید                      |                 | واروژ کریم‌مسیحی            |                             | [ ۱۷ ]   |
| ۱۳۸۷ | دوزخ، برزخ، بهشت           |                 | بیژن میرباقری              |                             | [ ۱۸ ]   |
| ۱۳۸۷ | شبانه‌روز                   | تاج‌السلطنه      | امید بنکدار                |                             | [ ۱۹ ]   |
| ۱۳۸۷ | بیست                       | فیروزه          | عبدالرضا کاهانی            |                             | [ ۲۰ ]   |
| ۱۳۸۷ | شیرین                      | مهتاب کرامتی    | عباس کیارستمی              |                             |          |
| ۱۳۸۸ | آدم‌کش                      |                 | رضا کریمی                  |                             | [ ۲۱ ]   |
| ۱۳۸۹ | چیزهایی هست که نمی‌دانی     | سیما            | فردین صاحب‌الزمانی          |                             | [ ۲۲ ]   |
| ۱۳۸۹ | آلزایمر                    | آسیه            | احمدرضا معتمدی             |                             | [ ۲۳ ]   |
| ۱۳۸۹ | اسب حیوان نجیبی است        | حکیمه           | عبدالرضا کاهانی            |                             | [ ۲۴ ]   |
| ۱۳۹۰ | زندگی خصوصی آقا و خانم میم | آوا             | روح‌الله حجازی              |                             | [ ۲۵ ]   |
| ۱۳۹۰ | آذر                        |                 | فرزاد مؤتمن                | تله‌فیلم                     | [ ۲۶ ]   |
| ۱۳۹۱ | فرزند چهارم                | رؤیا            | وحید موسائیان              |                             | [ ۲۷ ]   |
| ۱۳۹۲ | ناخواسته                   |                 | برزو نیک نژاد              | با عنوان پیشین جادهٔ بی‌انتها | [ ۲۹ ]   |
| ۱۳۹۲ | اشباح                      | سارا            | داریوش مهرجویی             |                             | [ ۳۰ ]   |
| ۱۳۹۲ | رستاخیز                    | کنیز مسیحی      | احمدرضا درویش              |                             |          |
| ۱۳۹۳ | مزار شریف                  | زن افغان        | عبدالحسن برزیده            |                             | [ ۳۱ ]   |
| ۱۳۹۳ | عصر یخبندان                | منیره           | مصطفی کیایی                |                             | [ ۳۲ ]   |
| ۱۳۹۳ | جامه‌دران                   | شیرین           | حمیدرضا قطبی               |                             | [ ۳۳ ]   |
| ۱۳۹۳ | ارغوان                     | آوا             | امید بنکدار کیوان علیمحمدی |                             | [ ۳۴ ]   |
| ۱۳۹۵ | مرداد                      | سوگل            | بهمن کامیار                |                             | [ ۳۵ ]   |
| ۱۳۹۵ | ماجان                      | مادر            | رحمان سیفی‌آزاد             |                             | [ ۳۶ ]   |
| ۱۳۹۶ | بهت                        | آتنا            | عباس رافعی                 |                             |          |
| ۱۳۹۶ | شاید عشق نبود              |                 | سعید ابراهیمی‌فر            |                             |          |
| ۱۳۹۶ | جاده قدیم                  |                 | منیژه حکمت                 |                             |          |
| ۱۳۹۶ | صفر تا سکو                 |                 | سحر مصیبی                  | فقط تهیه‌کننده               |          |
| ۱۳۹۸ | پیتوک                      |                 | سید مجید صالحی             |                             |          |
| ۱۴۰۰ | اورکا                      |                 | سحر مصیبی                  | همچنین تهیه‌کننده            |          |
| ۱۴۰۰ | صحنه‌زنی                    |                 | علیرضا صمدی                |                             |          |

## تلویزیون
| سال(ها) | عنوان              | نقش                  | شبکه/محصول  | توضیح                                    | منبع(ها) |
| ------- | ------------------ | -------------------- | ----------- | ---------------------------------------- | -------- |
| ۱۳۷۶    | مردان آنجلس        | هلن                  | شبکه ۱ سیما | به کارگردانی فرج‌الله سلحشور              | [ ۳۷ ]   |
| ۱۳۷۹    | مریم مقدس          |                      | شبکه ۲ سیما | به کارگردانی شهریار بحرانی               |          |
| ۱۳۸۱    | خاک سرخ            | لیالی (مادر خانواده) | شبکه ۱ سیما | به کارگردانی ابراهیم حاتمی‌کیا            | [ ۳۸ ]   |
| ۱۳۸۲    | روزهای به‌یادماندنی |                      | شبکه ۱ سیما | به کارگردانی همایون شهنواز و تورج منصوری |          |
| ۱۳۹۷    | رقص روی شیشه       |                      | دنیای هنر   | به کارگردانی مهدی گلستانه                |          |
| ۱۴۰۰    | میدان سرخ          |                      | فیلیمو      | ابراهیم ابراهیمیان                       |          |
| ۱۴۰۳    | کوری               |                      | فیلم‌نت      | به کارگردانی سجاد پهلوان‌زاده             | [ ۳۹ ]   |

## تئاتر
| سال     | عنوان    | سالن             | نقش | کارگردان   | منبع(ها) |
| ------- | -------- | ---------------- | --- | ---------- | -------- |
| ۱۳۷۹–۸۰ | آنتیگونه | تئاتر شهر، چارسو |     | مجید جعفری | [ ۴۰ ]   |
| ۱۳۷۹–۸۰ | هملت     | تئاتر شهر، چارسو |     | مجید جعفری | [ ۴۱ ]   |

## موزیک ویدئو
| سال  | عنوان آلبوم | هنرمند        | قطعه      | منبع(ها) |
| ---- | ----------- | ------------- | --------- | -------- |
| ۱۳۹۴ | مستور و مست | همایون شجریان | «خمُش باش» | [ ۴۲ ]   |